# Marscholhorn
Marscholhorn lub Piz Moesola – szczyt w Alpach Lepontyńskich, części Alp Zachodnich. Leży w Szwajcarii w kantonie Gryzonia, blisko granicy z Włochami. Można go zdobyć ze schroniska Zapporthütte (2276 m).